# Potez XXI
Le Potez XXI est un biplan trimoteur de transport français conçu en 1924.

## Historique
Le Potez  XXI est un projet de la société des Aéroplanes Henry Potez. Selon les sources, il s'agit d'une version dérivée du Potez XVIII par modification des ailerons du plan inférieur de l'aile ou d'une version de transport du Potez XX.

## Caractéristiques
Voir Potez XVIII ou Potez XX